# Santa María kommun, Boyacá
Santa María är en kommun i Colombia.   Den ligger i departementet Boyacá, i den centrala delen av landet, 90 km öster om huvudstaden Bogotá. Antalet invånare är 4 635.